# Oclusiva retroflexa sonora
La consonant oclusiva retroflexa sonora és un fonema que es representa [ɖ] en l'AFI, una d minúscula llatina amb cua.
Com tots els sons retroflexos, es forma amb el signe per representar la consonant corresponent més un ganxet al final del símbol, per indicar que s'articula tocant amb la llengua el paladar, de manera que la punta i mitja llengua hi quedin recolzats. Aquest fonema apareix al suec i a llengües properes a l'hindi.
Més a prop de nosaltres, el sard té aquesta consonant [ɖ], que apareix geminada com a resultat històric de la geminada LL llatina, en paraules com casteddu ('castell'), adde ('vall'), etc.
Aquest so no existeix en català.

## Característiques
- És un so de la parla sonor, perquè hi ha vibració de les cordes vocals.
- És una oclusiva, ja que el pas de l'aire queda interromput del tot a la boca.
- És un so oral i pulmonar.
- És una consonant.